# Psychologický ústav Akademie věd České republiky
Psychologický ústav AV ČR, v. v. i. (PSÚ AV ČR) je česká veřejná výzkumná instituce, jeden z ústavů Akademie věd České republiky. Sídlí ve čtvrti Veveří v Brně a zabývá se výzkumem vybraných částí psychologie, zejména psychologie osobnosti, obecné psychologie, sociální psychologie, psychologie zdraví a metodologie psychologického výzkumu.
V roce 1967 byl založen Psychologický ústav Československé akademie věd (ČSAV) se sídlem v Praze a s pobočkou v Brně. Vznikl sloučením společného oddělení Psychologického ústavu Univerzity Karlovy a Pedagogického ústavu Jana Ámose Komenského ČSAV se zaměřením na obecnou a sociální psychologii a z oddělení pedagogické a vývojové psychologie Pedagogického ústavu Jana Ámose Komenského ČSAV. Brněnská pobočka byla roku 1970 transformována na samostatnou Psychologickou laboratoř ČSAV, která se roku 1983 stala jako psychologické oddělení součástí Ústavu pro výzkum společenského vědomí ČSAV. V roce 1990 se toto oddělení vrátilo do Psychologického ústavu. Roku 1993 se Psychologický ústav AV ČR přestěhoval z Prahy do Brna, přičemž v Praze zůstaly dvě pobočky, z nichž jedna byla později zrušena.
PSÚ je rozdělen na tři výzkumná oddělení: oddělení psychologie osobnosti a sociální psychologie, oddělení kognitivní psychologie a oddělení metodologie psychologického výzkumu.